# Monterosso (Bergamo)

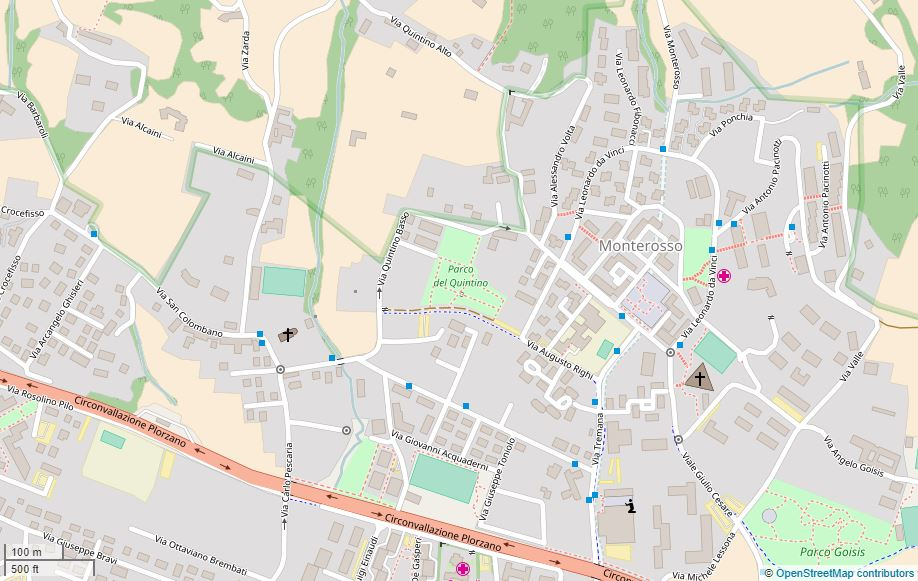
Bergamo, Monterosso e San Colombano

Monterosso [monteˈrosːo] (in bergamasco Monróss) è un quartiere del comune di Bergamo, nato nella seconda metà del XX secolo e situato nella parte nord della città. Attraversato dal torrente Tremana, confina con il quartiere di Redona. Il limite settentrionale dell'abitato, che arriva alle pendici del colle Maresana, costituisce il confine del parco dei Colli.
Ricca a Monterosso è la presenza dei parchi (parco Goisis, parco del Quintino, parco Sana) e di aree verdi pubbliche fortemente volute dai suoi residenti. Sono ancora presenti nel quartiere aree agricole, coltivate a vite e granoturco, mentre tra i condomini è ancora possibile scorgere vecchie cascine e tratti dei secolari terrazzamenti, abbandonati con la nascita del quartiere il secolo scorso.
Monterosso è stato il primo quartiere della città che all'inizio di questo secolo si è dotato della Zona 30, progetto urbanistico che rende l'abitato più sicuro per pedoni e ciclisti. Qui è stato introdotto nel 2001 il Piedibus, iniziativa per la quale dei volontari accompagnano a scuola a piedi i bambini delle elementari. In questo modo i bambini a poco a poco imparano a conoscere il quartiere e ad andare a scuola da soli.
Al centro del quartiere è situata la giovane e verde piazza, luogo dove durante l'anno hanno luogo svariate iniziative come il mercatino degli oggetti usati, il cinema all'aperto, concerti, il mercato dei produttori agricoli, la cena in piazza.
Opera nel quartiere dal 1977 la Polisportiva Monterosso, la cui selezione calcistica milita in Terza Categoria, è legata con l'oratorio e vanta numerose collaborazioni con la squadra cittadina, l'Atalanta. 
Nel quartiere è cresciuto Piermario Morosini, calciatore prematuramente scomparso il 14 aprile del 2012 durante il match tra Livorno e Pescara.
Interessante è anche la presenza del calcio femminile.
Nel quartiere fu costruita nel 1961 la Casa del Donatore, (ampliata poi nel 1984) il centro trasfusionale dell'Associazione Volontari Italiani Sangue (AVIS) della provincia di Bergamo, una struttura in grado di raccogliere oltre 20.000 unità di sangue intero e quasi 8.000 aferesi l'anno. Nel quartiere trova posto anche la sede provinciale della UILDM e l'Ostello della Gioventù di Bergamo. Nel quartiere opera inoltre dal 2001 il Minicoro Monterosso di Bergamo, un coro di 60 bambini (ispirato ai valori e al repertorio del piccolo coro dell'antoniano di Bologna).
Dal 2010 è in evoluzione l'orchestra dei ragazzi del quartiere che raccoglie circa 20 ragazzi.
Nel 2012 nasce la banda del quartiere, detta anche Bandalarga che raccoglie circa quaranta musicisti di tutte le età. Ad essa seguirà il coro "Montrouge singers", qualche anno dopo e nel 2016 il "Quartiere musicale" opportunità offerta a tutti i residenti di suonare e cantare insieme agli altri, che raccoglie tutte le esperienze precedenti. È presente dagli anni '90 uno spazio giovanile comunale (chiamato Mafalda) e dal 2019 la Casa del Quartiere, esperienza sociale e culturale di gestione senza finalità di lucro, di uno spazio comunale da parte di 6 associazioni locali.
Interessante è la presenza di orti biologici collettivi, tra cui quelli del Quintino, coltivati insieme da 40 famiglie. 
Il patrono della parrocchia è san Gregorio Barbarigo, mentre l'oratorio è dedicato a san Giovanni Bosco. Molto sentiti sono, alla terza domenica di settembre, i festeggiamenti in onore della Beata Vergine Addolorata, patrona del quartiere.